# Junonia cibota
Junonia cibota är en fjärilsart som beskrevs av Hans Fruhstorfer 1912. Junonia cibota ingår i släktet Junonia och familjen praktfjärilar. Inga underarter finns listade i Catalogue of Life.